# Gżira
Gżira (maltsky Il-Gżira) je město v Centrálním regionu Malty. Nachází se mezi Msidou a Sliemou, sousedí také s Ta' Xbiex. Ve městě žije přibližně 8 000 obyvatel. Slovo Gżira znamená v maltštině ostrov, město je pojmenované po ostrově Manoel, který leží v blízkosti. Nábřeží v Gżiře je známé výhledem na opevnění města Valletta, která jsou v noci osvětlena a tvoří malebné pozadí ostrova Manoel, na jachtařský přístav a na veřejné zahrady na pobřeží. V blízkosti Gżiry se nachází Kappara.